# DDR-Badmintonmeisterschaft 1975
Die DDR-Badmintonmeisterschaft 1975 fand vom 3. bis zum 4. Mai 1975 in Magdeburg statt. Es war die 15. Austragung der Titelkämpfe.

## Medaillengewinner
| Disziplin    | Gold                                                        | Silber                                                                      | Bronze                                                        |
| ------------ | ----------------------------------------------------------- | --------------------------------------------------------------------------- | ------------------------------------------------------------- |
| Herreneinzel | Edgar Michalowski (Einheit Greifswald)                      | Erfried Michalowsky (Einheit Greifswald)                                    | Detlef Sprenger (EBT Berlin)                                  |
| Herreneinzel | Edgar Michalowski (Einheit Greifswald)                      | Erfried Michalowsky (Einheit Greifswald)                                    | Joachim Schimpke (Fortschritt Tröbitz)                        |
| Dameneinzel  | Monika Cassens (SG Gittersee)                               | Astrit Schreiber (Aktivist Niederwürschnitz)                                | Angela Michalowski (Einheit Greifswald)                       |
| Dameneinzel  | Monika Cassens (SG Gittersee)                               | Astrit Schreiber (Aktivist Niederwürschnitz)                                | Jutta Tietze (SG Gittersee)                                   |
| Herrendoppel | Erfried Michalowsky Edgar Michalowski (Einheit Greifswald)  | Joachim Schimpke Wolfgang Böttcher (Fortschritt Tröbitz / HSG DHfK Leipzig) | Klaus Skobowsky Roland Riese (Fortschritt Tröbitz)            |
| Herrendoppel | Erfried Michalowsky Edgar Michalowski (Einheit Greifswald)  | Joachim Schimpke Wolfgang Böttcher (Fortschritt Tröbitz / HSG DHfK Leipzig) | Bernd Lawrenz Klaus Illgen (Fortschritt Hohenstein-Ernstthal) |
| Damendoppel  | Christine Zierath Angela Michalowski (Einheit Greifswald)   | Jutta Tietze Monika Cassens (SG Gittersee)                                  | Karin Hahndorf Katrin Rost (Lok Magdeburg / Lok Gera)         |
| Damendoppel  | Christine Zierath Angela Michalowski (Einheit Greifswald)   | Jutta Tietze Monika Cassens (SG Gittersee)                                  | Renate Thurow Ilona Michalowsky (Einheit Greifswald)          |
| Mixed        | Erfried Michalowsky Angela Michalowski (Einheit Greifswald) | Edgar Michalowski Christine Zierath (Einheit Greifswald)                    | Claus Cassens Monika Cassens (SG Gittersee)                   |
| Mixed        | Erfried Michalowsky Angela Michalowski (Einheit Greifswald) | Edgar Michalowski Christine Zierath (Einheit Greifswald)                    | Klaus Müller Renate Thurow (Einheit Greifswald)               |